# Liste der Herrscher Kappadokiens
Die folgende Liste gibt einen Überblick über die vom 4. Jahrhundert v. Chr. bis zum 1. Jahrhundert n. Chr. herrschenden Satrapen, Fürsten und Könige von Kappadokien in Anatolien. Die Reichsbildung der hellenistischen Epoche ist mit der Satrapie der Achämenidenzeit geographisch, chronologisch und genealogisch nur lose verknüpft. Als Residenz diente den meisten Herrschern von Kappadokien die Stadt Mazaka (auch Eusebeia genannt), das heutige Kayseri.

## Satrapen der Achämeniden
- Pharnakes (reg. zur Zeit Kyros’ II.)
- Otanes (reg. um 521/20 v. Chr.)
- Ariaramnes (reg. um 515 v. Chr.)
- Kyros (reg. ca. 407–401 v. Chr.; Sohn Dareios’ II.)
- Mithradates (reg. ca. 401–363 v. Chr.; Urgroßvater Mithradates’ I.)
- Kamisares (reg. ca. 404–380 v. Chr. in Südkappadokien)
- Datames (reg. ca. 380–362 v. Chr.; Sohn Kamisares’)
- Ariamnes (reg. ca. 362–350 v. Chr. in Südkappadokien)
- Mithrobouzanes (reg. ca. 350–334 v. Chr. in Südkappadokien)

## Die Ariarathiden/Otaniden
Die Dynastie der Ariarathiden oder Otaniden führte ihren Ursprung auf Otanes zurück, einen der Verschwörer um Dareios I., worin sicher eine spätere Hoflegende zu sehen ist. Während im Norden Kappadokiens das Königreich Pontos entstand, gelangten die Ariarathiden im Süden des Landes an die Macht und regierten ab ca. 255 ein unabhängiges Königreich. Beseitigt wurde die Dynastie von Mithridates VI., der mehrfach versuchte, die Kontrolle über Kappadokien zu erlangen.
- Ariarathes I. (reg. ca. 350–322 v. Chr. erst als Satrap der Achämeniden und dann faktisch unabhängig in Nordkappadokien)

- Sabiktas (reg. 333–332 als Satrap Alexanders des Großen in Südkappadokien und gehörte somit nicht zur Dynastie)
- Eumenes von Kardia (reg. ab 323 als makedonischer Satrap; gehörte nicht zur Dynastie)
- Nikanor (reg. um 321/20 als makedonischer Satrap; gehörte nicht zur Dynastie)

- Ariarathes II. (reg. ca. 301 bzw. 280–255 v. Chr. unter der Oberherrschaft der Seleukiden, Neffe und Adoptivsohn Ariarathes’ I.)
- Ariaramnes (reg. ca. 255–225 v. Chr. unter der Oberherrschaft der Seleukiden; Sohn Ariarathes’ II.)
- Ariarathes III. (reg. ca. 255–220 v. Chr. erst als Mitregent seines Vaters Ariaramnes unter der Oberherrschaft der Seleukiden, dann unabhängig mit dem Titel eines Königs)
- Ariarathes IV. Eusebes (reg. ca. 220–163 v. Chr.; Sohn Ariarathes’ III.)
- Ariarathes V. Eusebes Philopator (reg. ca. 163–130 v. Chr.; Sohn Ariarathes’ IV.)
- Orophernes Nikephoros (reg. ca. 160–155 v. Chr. als Rivale seines Bruders Ariarathes V.)
- Ariarathes VI. Epiphanes Philopator (reg. 130–116 v. Chr.; Sohn Ariarathes’ V., schwacher Kindkönig unter der Kontrolle seiner Frau Laodike – einer Schwester Mithridates’ VI.)
- Ariarathes VII. Philometor (reg. 116–101 v. Chr.; praktisch machtloser Sohn Ariarathes’ VI. und Neffe Mithridates’ VI.)

- Ariarathes IX. Eusebes Philopator (reg. mehrfach zw. 100 und 86 v. Chr., zunächst unter Vormundschaft des Gordios; war der Stiefsohn und Vasall Mithridates’ VI. und gehörte somit nicht zur Dynastie)

- Ariarathes VIII. (reg. um 95 v. Chr.; von Nikomedes III. zum König ernannter, machtloser Bruder Ariarathes’ VII., mit dessen Tod die Dynastie endete)

## Die Ariobarzaniden
Die von Rom abhängigen Ariobarzaniden, die zweite Königsdynastie von Kappadokien, stammten von Ariobarzanes (I.) ab, der auf Betreiben von Nikomedes III. von Laodike, der Witwe Ariarathes VI., als ihr dritter Sohn (und somit Bruder von Ariarathes VII. und Ariarathes VIII.) ausgegeben und dann mit Hilfe Roms mehrfach als Gegenkönig zum pontischen Favoriten Ariarathes IX. auf den Thron gesetzt wurde. Das kappadokische Königtum fand sein Ende, als Archelaos 17 n. Chr. verstarb und sein Reich in eine römische Provinz (Cappadocia) umgewandelt wurde.
- Ariobarzanes I. Philorhomaios (reg. mehrfach zw. 96/95 und 63 v. Chr.)
- Ariobarzanes II. Philopator (reg. 63–52 v. Chr.)
- Ariobarzanes III. Eusebes Philorhomaios (reg. 52–42 v. Chr.)
- Ariarathes X. Eusebes Philadelphos (reg. 42–36 v. Chr.)

- Archelaos Sisinis Philopatris (reg. 36 v. Chr. bis 17 n. Chr., gehörte nicht zur Dynastie)

|  | Herrscher                       | Zeit                                   | Anmerkungen                                                |
|  | ------------------------------- | -------------------------------------- | ---------------------------------------------------------- |
|  | Ariobarzanes I. (Kappadokien)   | 95 v. Chr. bis 63 oder 62 v. Chr.      | Vater von Ariobarzanes II., der ihm nachfolgte             |
|  | Ariobarzanes II. (Kappadokien)  | 63 oder 62 v. Chr. bis ca. 51. v. Chr. | Vater von Ariarathes X., der nach Ariobarzanes III. folgte |
|  | Ariarathes X.                   | 42 v. Chr. bis ca. 42. v. Chr.         | älterer Bruder von Ariarathes X.                           |
|  | Ariobarzanes III. (Kappadokien) | 51 v. Chr. bis ca. 41. oder 36 v. Chr. | Sohn von Ariobarzanes II.                                  |